# Гаррай
Гаррай (ісп. Garray) — муніципалітет в Іспанії, у складі автономної спільноти Кастилія-і-Леон, у провінції Сорія. Населення — 608 осіб (2010).
Муніципалітет розташований на відстані близько 190 км на північний схід від Мадрида, 5 км на північ від Сорії.
На території муніципалітету розташовані такі населені пункти: (дані про населення за 2010 рік)
- Канредондо-де-ла-Сьєрра: 38 осіб
- Чавалер: 44 особи
- Домбельяс: 26 осіб
- Гаррай: 413 осіб
- Сантервас-де-ла-Сьєрра: 25 осіб
- Тардесільяс: 62 особи

## Демографія
Динаміка населення (INE ):

## Галерея зображень

Розташування муніципалітету Гаррай